# ステレオステルヌム
ステレオステルヌム (Stereosternum) は、古生代ペルム紀前期に生息していた基盤的な有羊膜類。現在の南アフリカとブラジルに生息しており、化石はホワイトヒル層及びイラティ層から知られる   。

## 呼称
属名はギリシャ語のStereos（堅い）とSternon（胸）の組み合わせで、堅い胸を意味する。

## 形態
成体で全長約80cm。

### 歯
前上顎骨に12 本、上顎骨に14 本の歯を持つ。同じく中竜目に分類されるブラジロサウルスに比べて長い歯を持ち、長さはブラジロサウルスのものの6倍にも及ぶ。 。これらの歯は獲物を突き刺すためではなく、獲物を素早く拘束するための捕獲システムとして用いられたとされる。